# Nzoia
La Nzoia est une rivière de l'ouest du Kenya, affluent du lac Victoria.

## Géographie
Elle prend sa source à 2 704 m d'altitude dans la forêt de Kapcheros au pied des monts Cherangani (vallée du Grand Rift).
De la source à la confluence située à 1 131,7 m d'altitude, le dénivelé est de 1 512,3 m et la pente moyenne est de 0,45 %. La distance directe entre la source et la confluence est de 198,2 km et la distance totale est de 334 km.

### Affluents
- Kwatogos ou Koitobos (Sabwani) ;
- Sosio. C'est l'affluent dont la source, provenant du mont Elgon, est la plus élevée (4 028 m) ;
- Moiben ;
- Little Nzoia ;
- Ewaso rongai ;
- Kibisi ;
- Kipkaren ;
- Kuywa ;
- Isiukhu ;
- Wuroya ;
- Irana ;
- Nyamawin.

### Comtés traversés
- Ancienne province de la Vallée du rift :
  - comté de Trans Nzoia.
- Ancienne province occidentale :
  - comté de Bungoma ;
  - comté de Kakamega.
- Ancienne province de Nyanza :
  - comté de Siaya.
- Ancienne province occidentale :
  - comté de Busia.